# 三菱・ギャランフォルティス
ギャラン フォルティス（GALANT FORTIS）は、三菱自動車工業が生産・販売していた中型セダンである。

## 概要
セダンが2007年8月23日に、スポーツバックが2008年12月2日に発売された。
エクステリアは「ジェットファイターグリル」と称される、歴代ギャランを意識した逆スラントノーズに台形グリルとの組み合わせで、セダンとしては高めの全高を低く見せるため、開発当初から18インチタイヤを装着することを前提にデザインされたフォルムが特徴である。
インテリアは直線基調とし、シンプルで見やすさを重視。40 - 60代と言われるターゲットユーザー層にも扱いやすく居心地の良い空間づくりを目指した。
なお「ギャランフォルティス」を名乗るのは日本国内仕様のみであり、日本国外では7代目ランサー、ランサーEX（中東）、ランサーフォルティス/ランサーイオ→グランドランサー（台湾）など、市場によって異なる名称で販売されている。
7代目ランサー日本仕様車の名称がホットモデル（ランサーEvo.Ⅹ）と標準車（ギャランフォルティス）で分かれた原因は、標準車の3ナンバー化と国内ラインナップ事情である。2005年限りでギャランやディアマンテの国内販売が終了し、三菱の国内ラインナップから消滅していた一般セダンの穴を埋めることが目的であると同時に、ターゲット層とされる（開発当時の）40～60代の購買層に、国内三菱の歴史において3ナンバーフルサイズセダンとして受け入れられる名称として、ギャランが採用された。「フォルティス」というサブネームは、北米で販売されている9代目ギャランとの混同を避け、新規開発車両であることをアピールするために付与された。

## 初代　CY3A/CX3A/CY4A/CX4A/CY6A/CX6A型 （2007年-2015年）
シャーシ
世界販売戦略シャーシである三菱・GSプラットフォームの小型車版PMを採用した。同プラットホームを用いる車両は非常に多く、三菱だけでもデリカD:5 、アウトランダー、RVR、エクリプスクロスなど、主力販売中型乗用車のほとんどが採用している。同プラットホーム初の量販車は2代目アウトランダーで、その乗用版として開発されたのがギャランフォルティスにあたり、その中間を埋めるRVR、さらにミニバンであるデリカD:5という順で開発が行われた。
高エネルギー吸収構造と高耐力キャビン構造により、衝突安全性を高めた三菱自動車独自の衝突安全強化ボディ「RISE（ライズ）」を採用した。高張力鋼板や超高張力鋼板などの採用で、正面衝突をはじめオフセット衝突、側面衝突、後面衝突など、全方向の衝突安全性を高めている。
サスペンションは、フロントのマクファーソンストラット式に剛性の高いクロスメンバーを採用。リアはトレーリングアーム式マルチリンク。
エンジン
当初は2.0L 直列4気筒DOHCの4B11のみの設定。その後、1.8L 直列4気筒DOHCの4B10に変更された。2011年10月以降は新開発された1.8L 直列4気筒SOHCの4J10に換装された。動弁機構をDOHCからSOHCに変更した低回転型低燃費型とし、さらにアイドリング休止対応エンジンへ変更するという、昨今の環境対策に対応するマイナーチェンジを行った。
RALLIART（ラリーアート）には、2.0L 直列4気筒DOHCターボの4B11を採用。シングルスクロールターボチャージャーを採用し、エボXとは異なり低 - 中速域トルクを重視したセッティングとした。最高出力は240PS/6,000rpm、最大トルク35.0kg・m/3000rpmを発揮する。トランスミッションもエボX同様のツインクラッチSSTを採用しているが、5速と6速をハイギアード化して高速巡航時の燃費を向上させ、変速タイミングのコントロールもチューニングされた。セレクターモードも通常ポジションとスポーツモードのみとし、エボXで採用されているスーパースポーツモードとローンチコントロールは廃された。
駆動システム
前輪駆動と電子制御四輪駆動の2種。四輪駆動は、燃費重視の「2WD」、路面状況や走行条件に応じて前後駆動力を機械的にLSDで配分する「4WDオート」、センターデフの差動をなくし強力なトラクションが得られる「4WDロック」の3モードから切り替え可能。
ラリーアートには、駆動電子制御をセンターのみとしたAWC（オール・ホイール・コントロール・システム）を採用。ヨーセンサーやGセンサー、ハンドル角やブレーキ、速度やアクセルなどの多数のセンサーを演算し最適な前後駆動力配分にオイルポンプで制御するACD（アクティブセンターデファレンシャル）をシステムの中心に据えた。これは、前後駆動力の配分を50:50に設定した上で、オイルで動作する多板クラッチをセンターデファレンシャルに接続し前後輪間での差動制限をフリー状態から直結4WD状態までコントロールするシステムである。さらに、フロントには機械式ヘリカルLSD・リヤに多板式機械LSDを装備することで、AWCとした。ACDを３つのモード（ターマック・グラベル・スノー）の配分傾向から選択し使用する。
あわせて、ラリーアートには加減速やヨーモーメントセンサーなどからなる横滑り防止ブレーキを標準装備した。のちにマイナーチェンジで全車に標準装備とした。
また「SPORTS」と「RALLIART」でスポーツABSを採用している。
自動車衝突安全テスト
| 機関       | 国             | 試験年 | 評価                       | 備考                       |
| ---------- | -------------- | ------ | -------------------------- | -------------------------- |
| ユーロNCAP | ヨーロッパ     | 2009年 | ★★★★★                      | 最高評価                   |
| ANCAP      | オーストラリア | 2008年 | ★★★★★                      | 最高評価（セダン）         |
| ANCAP      | オーストラリア | 2008年 | ★★★★★                      | 最高評価（スポーツバック） |
| ANCAP      | オーストラリア | 2013年 | ★★★★★                      | 最高評価                   |
| IIHS       | アメリカ       | 2008年 | 2009トップセーフティピック | 最高評価                   |
| IIHS       | アメリカ       | 2009年 | 2010トップセーフティピック | 2年連続で最高評価          |
| IIHS       | アメリカ       | 2010年 | 2011トップセーフティピック | 3年連続で最高評価          |
| IIHS       | アメリカ       | 2011年 | 2012トップセーフティピック | 4年連続で最高評価          |
| IIHS       | アメリカ       | 2012年 | 2013トップセーフティピック | 5年連続で最高評価          |

### 年表
- 2007年
  - 1月 - 北米国際オートショーで市販モデルが世界初公開された。デザインは欧州および日本のスタジオが担当し、2005年に相次いで公開されたショーモデル「コンセプトスポーツバック」（フランクフルトモーターショー）および「コンセプトX」（東京モーターショー）の市販車バージョンとなる。

北米国際オートショーではエボリューションXのプロトタイプとなるPrototype-Xも併せて公開された。
  - 3月19日 - 北米地域より販売開始。車名はランサー。
  - 4月26日 - 北米で発表された新型ランサーを、日本国内で「ギャランフォルティス」 (GALANT FORTIS) として同年秋に発売すると発表。2005年に販売を終了した8代目以来、国内では名前が途絶えていた「ギャラン」の名前が約1年半ぶりに復活する。尚、6代目ランサーおよびランサーカーゴ（日産ADのOEM）は、ギャランフォルティスが販売開始された後も5ナンバー乗用商用車として併売される。
  - 8月23日 - 日本国内での販売を開始。月間販売目標は1,000台。ランサーとしては通算7代目、日本でのギャランとしては通算9代目となる。

グレード体系はエントリーグレードの「EXCEED」と、フロントエアダム、サイドエアダム、18インチホイール、スポーツサスペンション[注釈 3]、ストラットタワーバー、スポーツABSを標準装備した「SPORT」の2グレード。FFの「SPORT」系のみ5速MTも選択可能である（価格はCVT車と同額）。またメーカーオプションとしてフロント・サイドエアダム、HIDヘッドランプ（AFS付）などがあった。
  - 10月 - ハイコントラストメーターや木目調パネル、クローム加飾などを追加した「SUPER EXCEED」を販売開始。なお、このグレード（仕様）は国内市場専用である。
- 2008年
  - 1月14日 - 北米国際オートショーで、2.0Lターボを搭載した「RALLIART（ラリーアート）」を発表。エボXのような過激さはないが、バランスの良い走りを目指した。トランスミッションはエボX同様、ゲトラグ製6速デュアルクラッチトランスミッション「ツインクラッチSST」が搭載される。
  - 7月3日 - 同年10月より韓国・ソウルの総輸入販売代理店であるMMSKコーポレーションを通じて、「ランサー」として韓国国内で発売すると発表。日本仕様の「SPORT」に相当する単一グレードとなる。
  - 7月9日 - RALLIARTを追加。

エクステリアでは専用前後バンパー、エボXのアルミボンネットなどを装備。また、インテリアでは本皮革ステアリングとシフトノブを装備。アクセルペダルとブレーキペダルにはエボXと共通のラバーグリップつきのアルミ製を採用している。
同時にシリーズ全体も一部改良され、全車に運転席バニティミラーを標準装備、「EXCEED」以外の全車にキーレスオペレーションシステムとオートライトシステム、雨滴感応ワイパーを標準装備、「SUPER EXCEED」にはステアリングスイッチとクルーズコントロール、プライバシーガラスを標準装備、「SPORT」にはリヤコンビネーションレンズをブラックエクステンションに変更、ハイコントラストメーターとエアコンパネルのクロームリング、フロアコンソールリッド、カップホルダーリッドを標準装備するなどした。代表的なメーカーオプションとして、リアシートと統一デザインであるRECARO社製セミバケットシート（ラリーアートのみ）、サンルーフ、ROARブランドの前後エアロエクステンション（除くラリーアート）などが設定された。
  - 12月2日 - ギャランフォルティススポーツバックを発売（車両型式CX4A型）。

欧州仕様には1.8Lの設定もあるが、日本仕様はセダン同様に2L・MIVECのみとなる。グレードは「TOURING」（セダンの「EXCEED」に相当）、「SPORT」、「RALLIART」の3種で、「RALLIART」にはセダン同様4B11型2L・MIVECインタークーラーターボエンジン+ツインクラッチSSTが搭載され、エアインテーク&アウトレット付きアルミボンネットが装備される。
エクステリアは全車に「RALLIART」と共通のマスク（ジェットファイターグリル）を採用。ルーフスポイラーは全てのグレードでオプションとなっている。リヤには大開口のテールゲートを備え、ユーティリティ向上を図った。また、分割可倒式を採用したリヤシートはカーゴルーム内のレバーで簡単に倒すことができる。リヤシートを畳んだ場合の荷室の奥行きは1,570mm。「RALLIART」を除き2段階高さ調整付のカーゴフロアを備え、フロアを下段にした場合の容量は345L。
インテリアの構成や装備は基本的にセダンと変わらないが、内装色はブラックのみ、ナビパッケージは設定されずオプションでの対応となる。また、55km/h以上での急制動やABS作動時にハザードランプを高速点滅させる「緊急制動信号システム」を三菱車で初めて搭載。価格は「TOURING」を除き、セダン同グレード比31,500円高に留めている。尚、セダンの「SPORT」にある5速MTはスポーツバックには用意されない。
- 2009年
  - 2月4日 - 安全性・快適性も向上させた特別仕様車「Black Leather Edition」を発売。

セダンの「SUPER EXCEED NAVI PACKAGE」をベースに、ブラック本革シート・本革巻きパーキングブレーキレバーなどを採用して上質な内装にしたほか、ディスチャージヘッドランプ、シートヒーター、サイド&カーテンSRSエアバッグなども装備し、ボディカラーはエボXで人気の高い専用色「ファントムブラックパール」を含む3色を設定した。
  - 2月19日 - セダン・スポーツバックともに、ヨーロッパの自動車衝突安全テストである「ユーロNCAP」2009年の総合評価で、最高評価となる5つ星に認定された。
  - 12月24日 - セダン・スポーツバックともマイナーチェンジ。

セダン「SPORT」のFFに設定されていたMT車を廃止。「RALLIART」を除く全てのグレードのエンジンを燃費性能に優れた1.8Lに変更し、燃費を向上。これにより、2WD車は「平成22年度燃費基準+15%」を達成した。このほか、ハイコントラストメーターを新デザインに変更し、マルチインフォメーションディスプレイにカラー液晶を採用。さらにポジションライトやヘッドライトを30秒間点灯させて夜間の乗降に安心感を与えるウェルカムライト・カミングホームライト機能を追加（これらの機能はセダンの「EXCEED」、スポーツバックの「TOURING」を除く）。「SPORT」とセダンの「SUPER EXCEED」には低燃費運転に寄与する「ECOランプ」を新たに装備したほか、「RALLIART」は坂道発進を容易にするヒルスタートシステムを採用し、レカロ社製フロントシートを新たにオプション設定した。さらに、急減速時やABS作動時にハザードランプを通常の約2倍周期で高速点滅させて後続車に危険を促すエマージェンシーストップシグナルシステム（ESS）をすでに採用済みのスポーツバックに加え、セダンにも拡大させた。
なおエンジンの変更に伴い、「RALLIART」を除く全グレードの車両型式がCY3A/CX3A型となる。
- 2010年
  - 7月22日 - 米国道路安全保険協会による衝突安全試験の結果、最高評価となる「2010年トップセーフティピック」に認定。
  - 8月19日 - マイナーチェンジ。

1.8Lエンジンはエンジン内部の摺動抵抗を低減するなどの改良を行うとともに、電動パワーステアリングを4WD車にも採用したことで燃費が向上。「平成22年度燃費基準+15%」を達成した。
「RALLIART」もエンジン点火プラグを高発火タイプへ変更し、燃焼の最適化を図ったことで燃費が向上され「平成22年度燃費基準」を達成した。また、RALLIARTに装備されているアクティブスタビリティコントロール（ASC）を全車標準装備化すると共に、ブレーキアシストをペダル踏力・踏込み速度感応型に変更し安全面も向上。そのほか、SPORT・RALLIARTはサイドエアダムを大型化。RALLIARTを除く全グレードでシフトノブのデザインを変更し、セダンのEXCEEDとスポーツバックのTOURINGは単色液晶メーターのデザインを変更し、ECOランプを追加。RALLIARTのハイコントラストメーターにもECOランプを追加した。なお、今回の一部改良モデルより、5年目以降の車検入庫時に保証延長点検（24か月定期点検相当）を受けることを条件に適用される「最長10年10万km特別保証延長」の対象車種となった。
  - 12月20日 - 特別仕様車「Navi Collection」を発表（2011年1月21日販売開始）。

セダンのSUPER EXCEED・SPORT・RALLIART、及びスポーツバックのSPORT・RALLIARTをベースに、7インチワイドHDDナビゲーションシステム（MMCS、リアビューカメラ付）、ステアリングホイールオーディオスイッチ（RALLIARTのみ。他のグレードはベース車に標準装備）、本革巻パーキングブレーキレバー（SUPER EXCEED・SPORTのみ。RALLIARTはベース車に標準装備）、アダプティブフロントライティングシステム付ディスチャージヘッドライト（SUPER EXCEEDのみ。他のグレードはベース車に標準装備）を装備した。
- 2011年10月20日 - マイナーチェンジ（10月27日販売開始）。

RALLIARTを除く全車に新開発の4J10型MIVECエンジンとアイドリングストップシステム「オートストップ&ゴー（AS&G）」を搭載。これにより燃費を向上し、「平成22年度燃費基準+25%」を達成した。
安全装備も充実され、EXCEEDを除く全グレードで後続車のヘッドライトの光を感知し、光の反射を調整する自動防眩機能を備え、シフトポジションを「R」にすると内蔵された3.3インチカラー液晶モニターが後方の様子を映し出し、安全な後退・駐車をサポートするリヤビューモニター付ルームミラー（自動防眩機能付）をオプション設定に追加するとともに、RALLIARTに標準装備されていたヒルスタートアシストを全車に拡大、走行中、アクセルペダルとブレーキペダルを同時に踏んだ場合にブレーキを優先させるブレーキオーバーライド制御も標準装備された。
18インチアルミホイール（セダンRALLIARTとスポーツバック全グレード）や16インチフルホイールカバー（セダンEXCEED）のデザインを変更するなど内外装の変更も実施され、ボディカラーは一部のグレードでチタニウムグレーメタリックとウォームシルバーメタリックを追加した。また、人気の高いオプションをパッケージ化し、新たに7種類（スポーツバックは「ベーシックパッケージ」を除く6種類）のパッケージオプションを設定。
グレード体系も見直され、セダンのSPORT・スポーツバックのTOURINGを廃止した。なおエンジンの変更に伴い、RALLIARTを除く全グレードの車両型式がCY6A/CX6A型となった。
- 2012年10月10日 - マイナーチェンジ。

セダンRALLIARTとスポーツバック全車でボディカラーの見直しを行い、「ライトニングブルーマイカ」に替わり、「コズミックブルーマイカ」を追加設定するとともに、スポーツバック専用色の「パッションオレンジパール（オプションカラー）」を廃止。
メーカーオプション設定されているMMCSは高解像度・高精細WVGAモニターを搭載した多機能メモリーナビゲーションなどで構成される新型に更新し、ロックフォードフォズゲート プレミアムサウンドシステムには「DTS Neural Surround」などの新機能を採用した。また、セダン「EXCEED」を除く全グレードには6.1インチQVGAタッチパネルを採用し、駐車場などの後退時にリアビューカメラから後方の映像を確認できるディスプレイオーディオをメーカーオプションに追加した。
- 2014年
  - 7月10日 - 一部改良（RALLIARTのみ、8月1日販売開始）[1]。

ドアミラーをウィンカー付に変更し、ボディカラーはセダンのRALLIART及びスポーツバック専用色の「コズミックブルーマイカ」を「ライトニングブルーマイカ」に差し替え。また、セダンはEXCEEDとSUPER EXCEEDのフロントバンパーをスポーツバックSPORTと同デザインに統一し、SUPER EXCEEDはラウンドリムタイプのアルミホイールを採用した。
同時にRALLIARTの2014年度中の生産終了が発表された。
  - 12月下旬 - RALLIARTがオーダーストップ、生産終了。在庫のみの販売となる。
- 2015年
  - 1月下旬 - 全グレードがオーダーストップ、生産終了。在庫のみの販売となる。
  - 2月28日 - RALLIARTが販売終了。
  - 3月 - 日本仕様のホームページへの掲載が終了。なお、輸出向けの「ランサー」ならびに「ランサースポーツバック」は、引き続き諸外国向けに継続生産・販売する。
- 2016年
  - 3月末 - 最後まで残った日本国内向け仕様の流通在庫分の未登録車の登録を全て完了し販売終了[2]。日本国内市場におけるギャランの商標は通算47年の歴史に幕を下ろした。

## グレード体系（特別仕様車除く）

### ギャランフォルティス
| グレード           | 製造年                  | エンジン型式   | エンジン              | 排気量  | 最大出力       | 最大トルク         | 変速機 | 駆動方式 | 価格        |
| ------------------ | ----------------------- | -------------- | --------------------- | ------- | -------------- | ------------------ | ------ | -------- | ----------- |
| エクシード         | 2007年08月 - 2009年11月 | 4B11           | 直列4気筒DOHC16バルブ | 1,998cc | 154ps/6,000rpm | 20.2kg・m/4,250rpm | CVT    | FF       | 1,785,000円 |
| エクシード         | 2009年12月 - 2011年09月 | 4B10           | 直列4気筒DOHC16バルブ | 1,798cc | 139ps/6,000rpm | 17.5kg・m/4,200rpm | CVT    | FF       | 1,796,000円 |
| エクシード         | 2011年10月 - 2014年3月  | 4J10           | 直列4気筒SOHC16バルブ | 1,798cc | 139ps/6,000rpm | 17.5kg・m/4,200rpm | CVT    | FF       | 1,838,000円 |
| エクシード         | 2014年4月 - 2014年7月   | 4J10           | 直列4気筒SOHC16バルブ | 1,798cc | 139ps/6,000rpm | 17.5kg・m/4,200rpm | CVT    | FF       | 1,890,515円 |
| エクシード         | 2014年7月 -             | 4J10           | 直列4気筒SOHC16バルブ | 1,798cc | 139ps/6,000rpm | 17.5kg・m/4,200rpm | CVT    | FF       | 1,901,880円 |
| エクシード         | 2007年8月 - 2009年11月  | 4B11           | 直列4気筒DOHC16バルブ | 1,998cc | 154ps/6,000rpm | 20.2kg・m/4,250rpm | CVT    | 4WD      | 1,995,000円 |
| エクシード         | 2009年12月 - 2011年9月  | 4B10           | 直列4気筒DOHC16バルブ | 1,798cc | 139ps/6,000rpm | 17.5kg・m/4,200rpm | CVT    | 4WD      | 2,006,000円 |
| エクシード         | 2011年10月 - 2014年3月  | 4J10           | 直列4気筒SOHC16バルブ | 1,798cc | 139ps/6,000rpm | 17.5kg・m/4,200rpm | CVT    | 4WD      | 2,058,000円 |
| エクシード         | 2014年4月 - 2014年7月   | 4J10           | 直列4気筒SOHC16バルブ | 1,798cc | 139ps/6,000rpm | 17.5kg・m/4,200rpm | CVT    | 4WD      | 2,116,800円 |
| エクシード         | 2014年7月 -2015年3月    | 4J10           | 直列4気筒SOHC16バルブ | 1,798cc | 139ps/6,000rpm | 17.5kg・m/4,200rpm | CVT    | 4WD      | 2,127,600円 |
| スポーツ           | 2007年8月 -2009年11月   | 4B11           | 直列4気筒DOHC16バルブ | 1,998cc | 154ps/6,000rpm | 20.2kg・m/4,250rpm | CVT    | FF       | 2,131,500円 |
| スポーツ           | 2009年12月 -2011年9月   | 4B10           | 直列4気筒DOHC16バルブ | 1,798cc | 139ps/6,000rpm | 17.5kg・m/4,200rpm | CVT    | FF       | 2,153,000円 |
| スポーツ           | 2007年8月 -2009年11月   | 4B11           | 直列4気筒DOHC16バルブ | 1,998cc | 154ps/6,000rpm | 20.2kg・m/4,250rpm | CVT    | 4WD      | 2,341,500円 |
| スポーツ           | 2009年12月 -2011年9月   | 4B10           | 直列4気筒DOHC16バルブ | 1,798cc | 139ps/6,000rpm | 17.5kg・m/4,200rpm | CVT    | 4WD      | 2,363,000円 |
| スポーツ           | 2007年8月 -2009年11月   | 4B11           | 直列4気筒DOHC16バルブ | 1,998cc | 154ps/6,000rpm | 20.2kg・m/4,250rpm | 5MT    | FF       | 2,131,500円 |
| スーパーエクシード | 2007年8月 - 2009年11月  | 4B11           | 直列4気筒DOHC16バルブ | 1,998cc | 154ps/6,000rpm | 20.2kg・m/4,250rpm | CVT    | FF       | 2,026,500円 |
| スーパーエクシード | 2009年12月 - 2011年9月  | 4B10           | 直列4気筒DOHC16バルブ | 1,798cc | 139ps/6,000rpm | 17.5kg・m/4,200rpm | CVT    | FF       | 2,048,000円 |
| スーパーエクシード | 2011年10月 - 2014年3月  | 4J10           | 直列4気筒SOHC16バルブ | 1,798cc | 139ps/6,000rpm | 17.5kg・m/4,200rpm | CVT    | FF       | 2,090,000円 |
| スーパーエクシード | 2014年4月 - 2014年7月   | 4J10           | 直列4気筒SOHC16バルブ | 1,798cc | 139ps/6,000rpm | 17.5kg・m/4,200rpm | CVT    | FF       | 2,149,715円 |
| スーパーエクシード | 2014年7月 -2015年3月    | 4J10           | 直列4気筒SOHC16バルブ | 1,798cc | 139ps/6,000rpm | 17.5kg・m/4,200rpm | CVT    | FF       | 2,161,080円 |
| スーパーエクシード | 2007年8月 - 2009年11月  | 4B11           | 直列4気筒DOHC16バルブ | 1,998cc | 154ps/6,000rpm | 20.2kg・m/4,250rpm | CVT    | 4WD      | 2,236,500円 |
| スーパーエクシード | 2009年12月 - 2011年9月  | 4B10           | 直列4気筒DOHC16バルブ | 1,798cc | 139ps/6,000rpm | 17.5kg・m/4,200rpm | CVT    | 4WD      | 2,258,000円 |
| スーパーエクシード | 2011年10月 - 2014年3月  | 4J10           | 直列4気筒SOHC16バルブ | 1,798cc | 139ps/6,000rpm | 17.5kg・m/4,200rpm | CVT    | 4WD      | 2,310,000円 |
| スーパーエクシード | 2014年4月 - 2014年7月   | 4J10           | 直列4気筒SOHC16バルブ | 1,798cc | 139ps/6,000rpm | 17.5kg・m/4,200rpm | CVT    | 4WD      | 2,376,000円 |
| スーパーエクシード | 2014年7月 -2015年3月    | 4J10           | 直列4気筒SOHC16バルブ | 1,798cc | 139ps/6,000rpm | 17.5kg・m/4,200rpm | CVT    | 4WD      | 2,386,800円 |
| ラリーアート       | 2008年7月 - 2014年3月   | 4B11(ICターボ) | 直列4気筒DOHC16バルブ | 1,998cc | 240ps/6,000rpm | 35.0kg・m/3,000rpm | 6SST   | 4WD      | 3,003,000円 |
| ラリーアート       | 2014年4月 - 2014年7月   | 4B11(ICターボ) | 直列4気筒DOHC16バルブ | 1,998cc | 240ps/6,000rpm | 35.0kg・m/3,000rpm | 6SST   | 4WD      | 3,088,800円 |
| ラリーアート       | 2014年7月 - 2015年2月   | 4B11(ICターボ) | 直列4気筒DOHC16バルブ | 1,998cc | 240ps/6,000rpm | 35.0kg・m/3,000rpm | 6SST   | 4WD      | 3,094,200円 |

### ギャランフォルティススポーツバック
| グレード     | 製造年                  | エンジン型式   | エンジン              | 排気量  | 最大出力       | 最大トルク         | 変速機 | 駆動方式 | 価格        |
| ------------ | ----------------------- | -------------- | --------------------- | ------- | -------------- | ------------------ | ------ | -------- | ----------- |
| ツーリング   | 2008年12月 - 2009年11月 | 4B11           | 直列4気筒DOHC16バルブ | 1,998cc | 154ps/6,000rpm | 20.2kg・m/4,250rpm | CVT    | FF       | 1,921,500円 |
| ツーリング   | 2009年12月 - 2011年9月  | 4B10           | 直列4気筒DOHC16バルブ | 1,798cc | 139ps/6,000rpm | 17.5kg・m/4,200rpm | CVT    | FF       | 1,890,000円 |
| ツーリング   | 2007年8月 - 2009年11月  | 4B11           | 直列4気筒DOHC16バルブ | 1,998cc | 154ps/6,000rpm | 20.2kg・m/4,250rpm | CVT    | 4WD      | 2,131,500円 |
| ツーリング   | 2009年12月 - 2011年9月  | 4B10           | 直列4気筒DOHC16バルブ | 1,798cc | 139ps/6,000rpm | 17.5kg・m/4,200rpm | CVT    | 4WD      | 2,100,000円 |
| スポーツ     | 2008年12月 - 2009年11月 | 4B11           | 直列4気筒DOHC16バルブ | 1,998cc | 154ps/6,000rpm | 20.2kg・m/4,250rpm | CVT    | FF       | 2,163,000円 |
| スポーツ     | 2009年12月 - 2011年9月  | 4B10           | 直列4気筒DOHC16バルブ | 1,798cc | 139ps/6,000rpm | 17.5kg・m/4,200rpm | CVT    | FF       | 2,184,000円 |
| スポーツ     | 2011年10月 - 2014年3月  | 4J10           | 直列4気筒SOHC16バルブ | 1,798cc | 139ps/6,000rpm | 17.5kg・m/4,200rpm | CVT    | FF       | 2,226,000円 |
| スポーツ     | 2014年4月 - 2014年7月   | 4J10           | 直列4気筒SOHC16バルブ | 1,798cc | 139ps/6,000rpm | 17.5kg・m/4,200rpm | CVT    | FF       | 2,289,600円 |
| スポーツ     | 2014年7月 -2015年3月    | 4J10           | 直列4気筒SOHC16バルブ | 1,798cc | 139ps/6,000rpm | 17.5kg・m/4,200rpm | CVT    | FF       | 2,295,000円 |
| スポーツ     | 2008年12月 - 2009年11月 | 4B11           | 直列4気筒DOHC16バルブ | 1,998cc | 154ps/6,000rpm | 20.2kg・m/4,250rpm | CVT    | 4WD      | 2,373,000円 |
| スポーツ     | 2009年12月 - 2011年9月  | 4B10           | 直列4気筒DOHC16バルブ | 1,798cc | 139ps/6,000rpm | 17.5kg・m/4,200rpm | CVT    | 4WD      | 2,394,000円 |
| スポーツ     | 2011年10月 - 2014年3月  | 4J10           | 直列4気筒SOHC16バルブ | 1,798cc | 139ps/6,000rpm | 17.5kg・m/4,200rpm | CVT    | 4WD      | 2,446,000円 |
| スポーツ     | 2014年4月 - 2014年7月   | 4J10           | 直列4気筒SOHC16バルブ | 1,798cc | 139ps/6,000rpm | 17.5kg・m/4,200rpm | CVT    | 4WD      | 2,515,885円 |
| スポーツ     | 2014年7月 -2015年3月    | 4J10           | 直列4気筒SOHC16バルブ | 1,798cc | 139ps/6,000rpm | 17.5kg・m/4,200rpm | CVT    | 4WD      | 2,521,800円 |
| ラリーアート | 2008年12月 - 2014年3月  | 4B11(ICターボ) | 直列4気筒DOHC16バルブ | 1,998cc | 240ps/6,000rpm | 35.0kg・m/3,000rpm | 6SST   | 4WD      | 3,034,000円 |
| ラリーアート | 2014年4月 - 2014年7月   | 4B11(ICターボ) | 直列4気筒DOHC16バルブ | 1,998cc | 240ps/6,000rpm | 35.0kg・m/3,000rpm | 6SST   | 4WD      | 3,120,685円 |
| ラリーアート | 2014年7月 - 2015年2月   | 4B11(ICターボ) | 直列4気筒DOHC16バルブ | 1,998cc | 240ps/6,000rpm | 35.0kg・m/3,000rpm | 6SST   | 4WD      | 3,126,600円 |

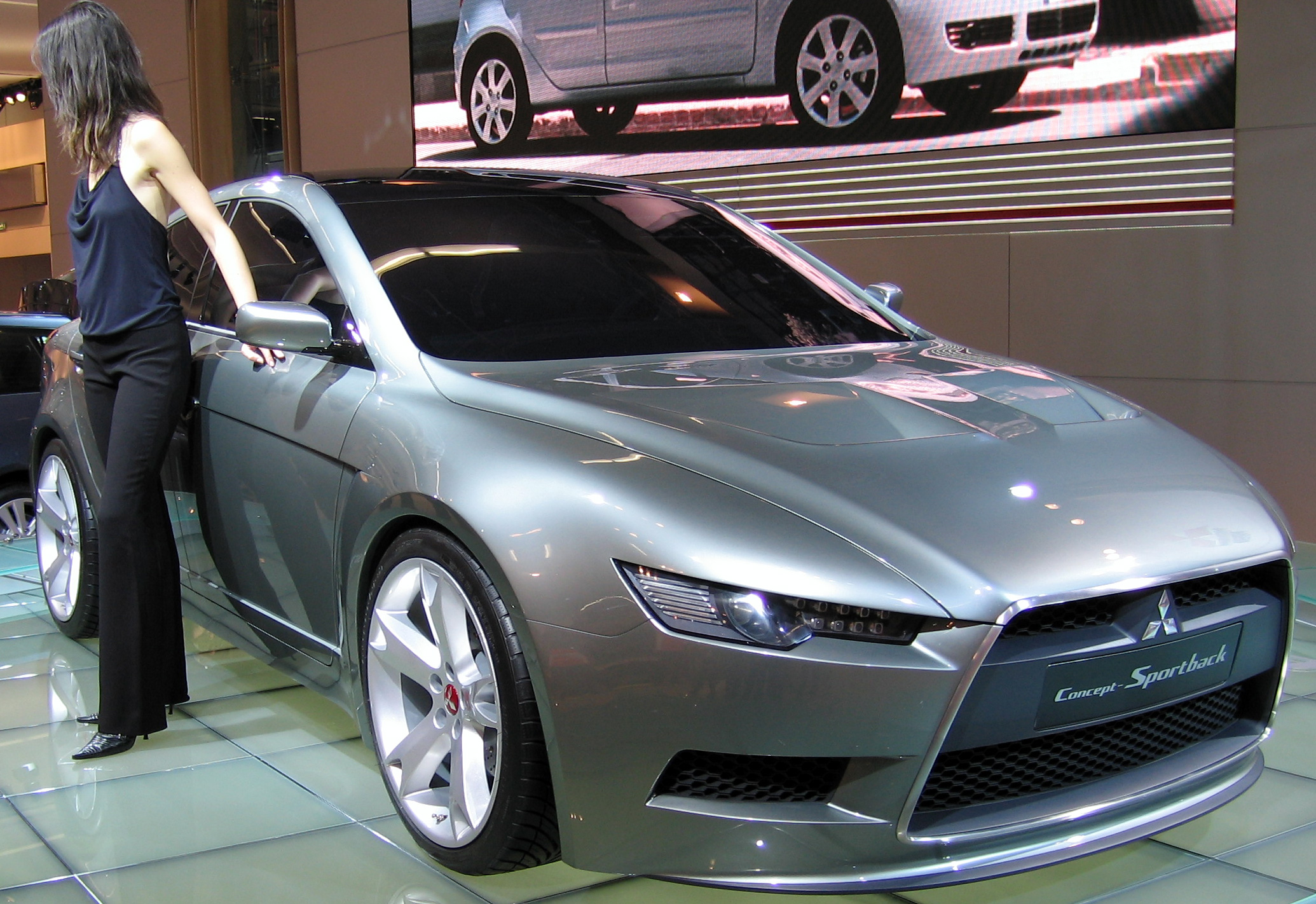
モーターショー；コンセプトスポーツバック
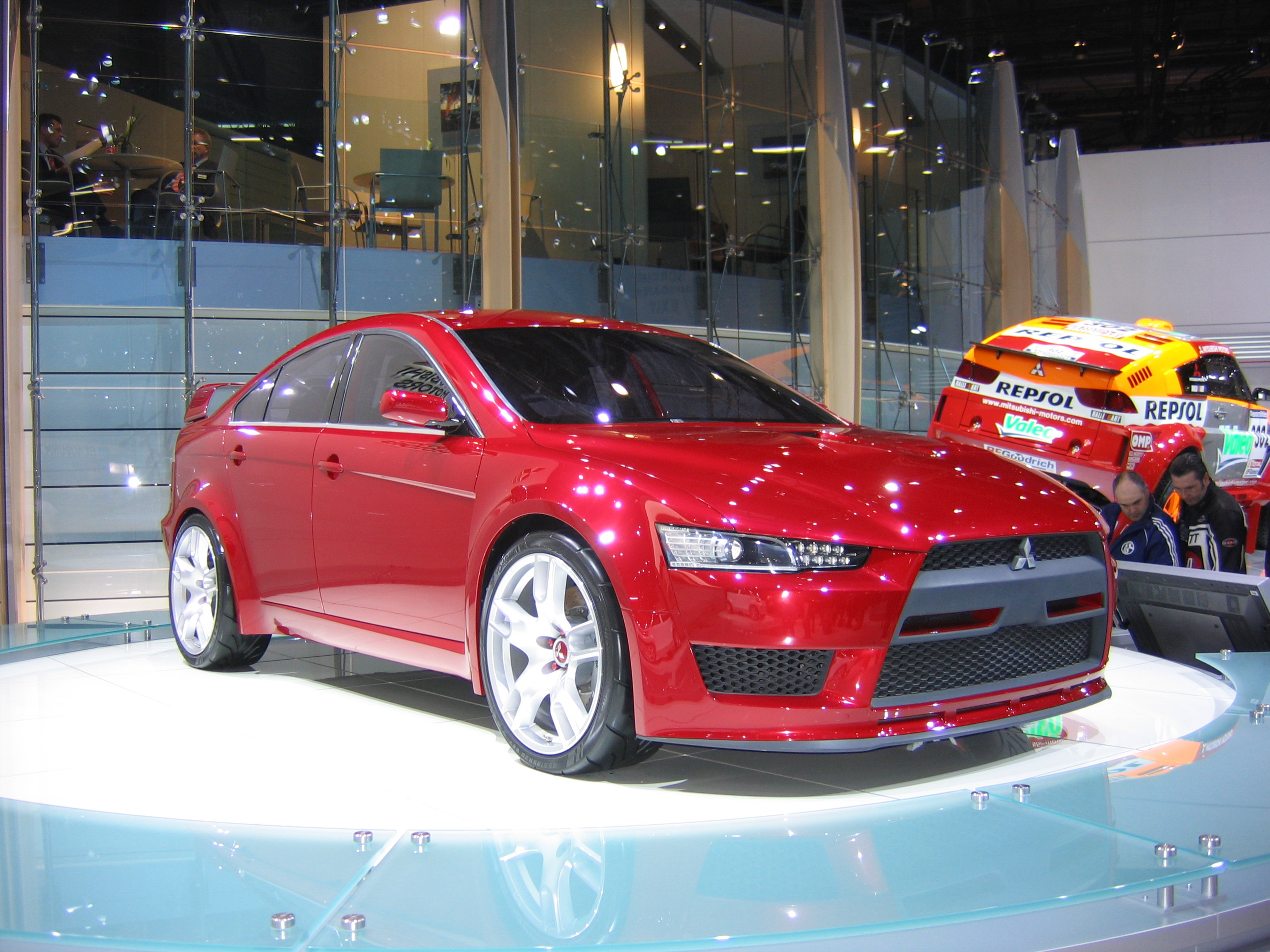
Concept-X
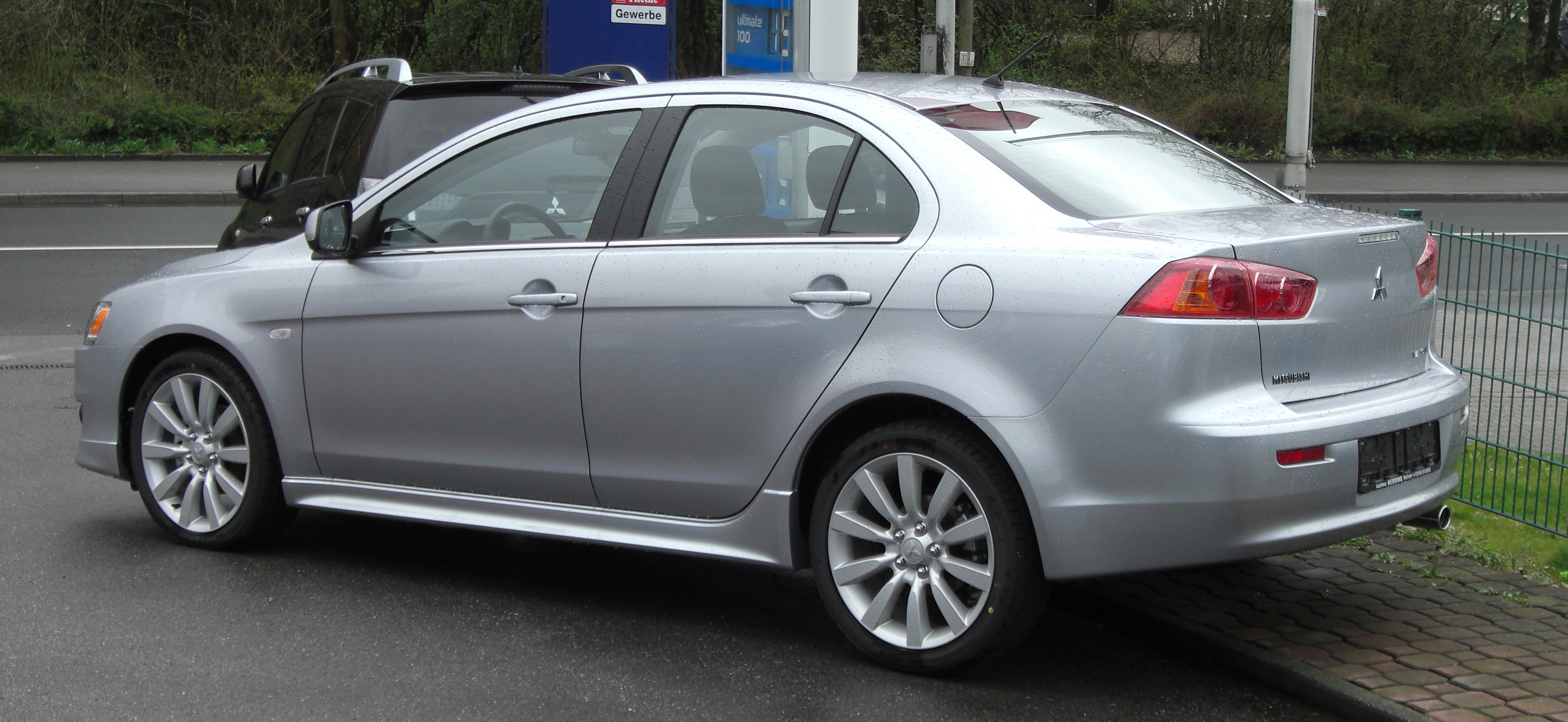
リア（セダン・前期型）
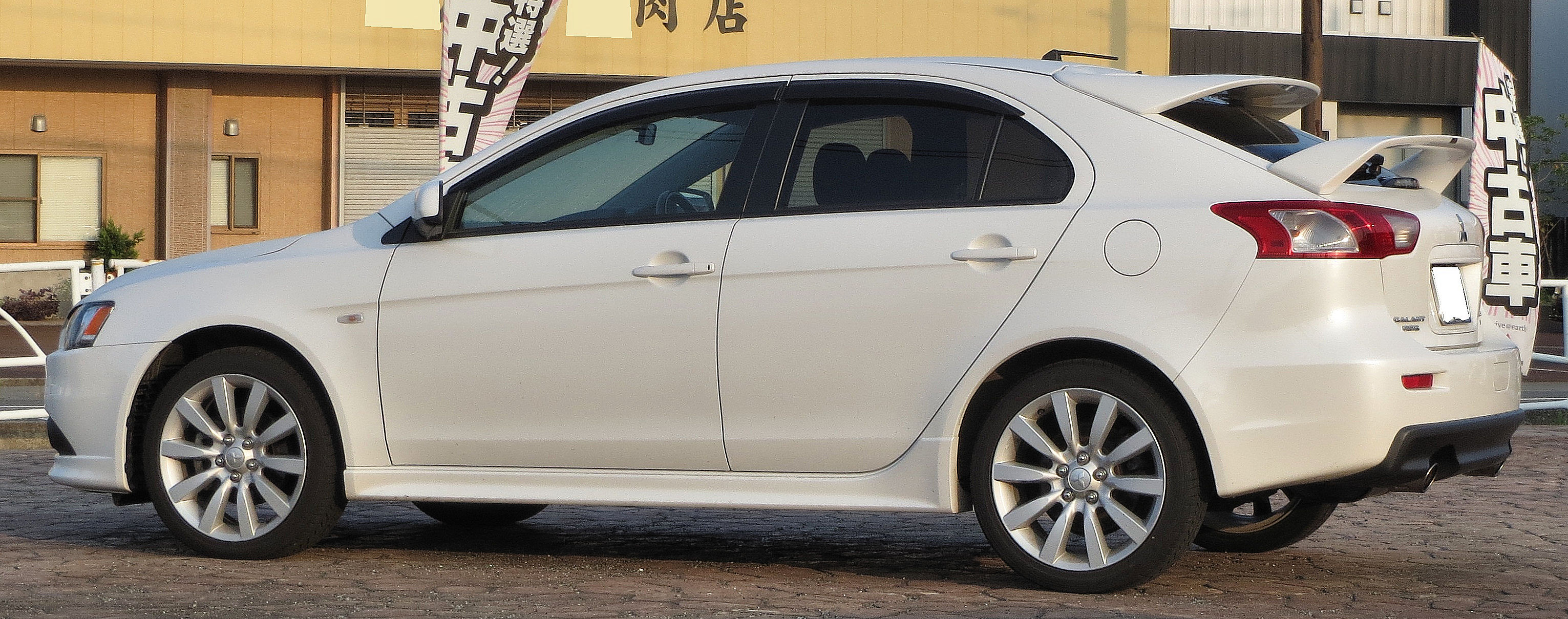
スポーツバック RALLIART（リヤ）
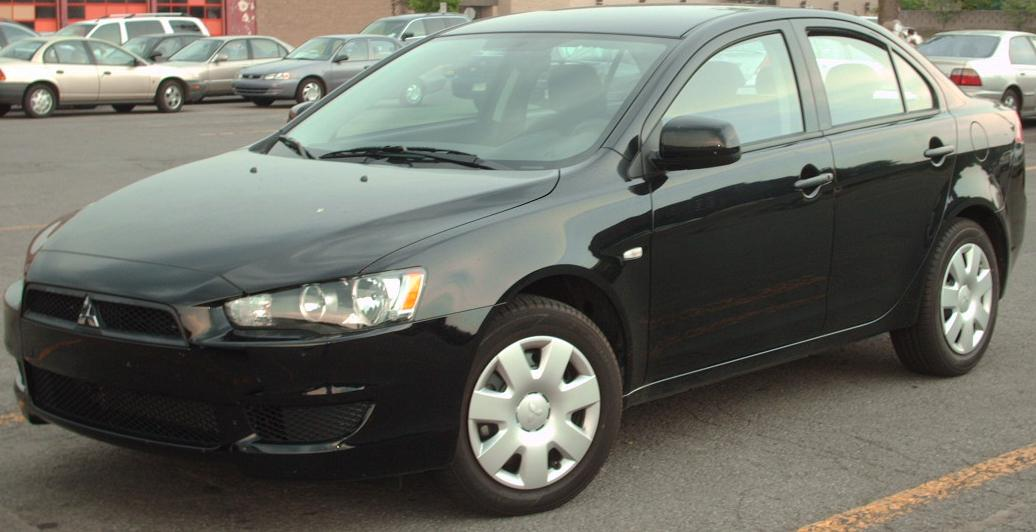
フロント（欧州仕様セダン）
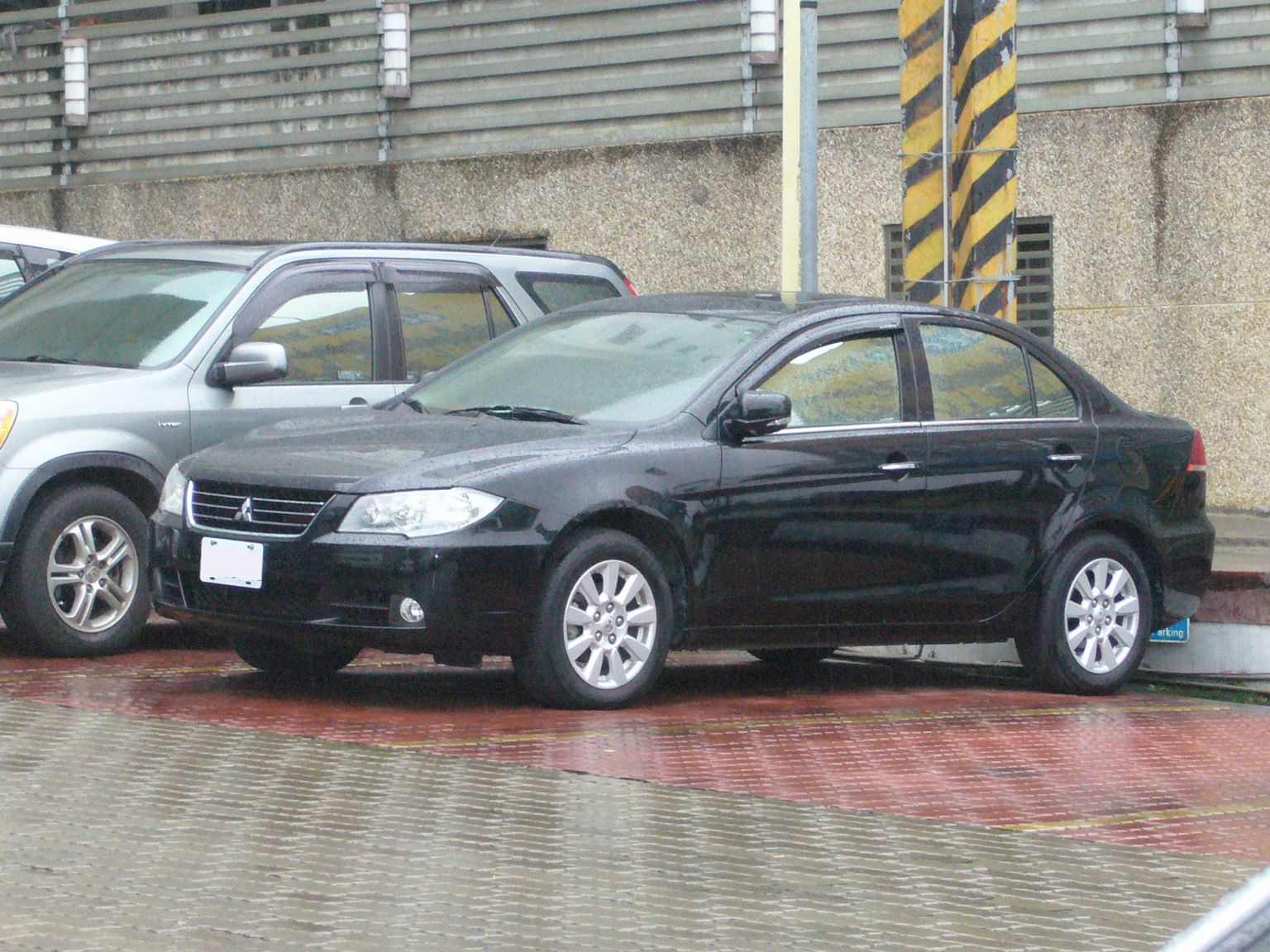
台湾/前期（ランサーフォルティス）　フロント
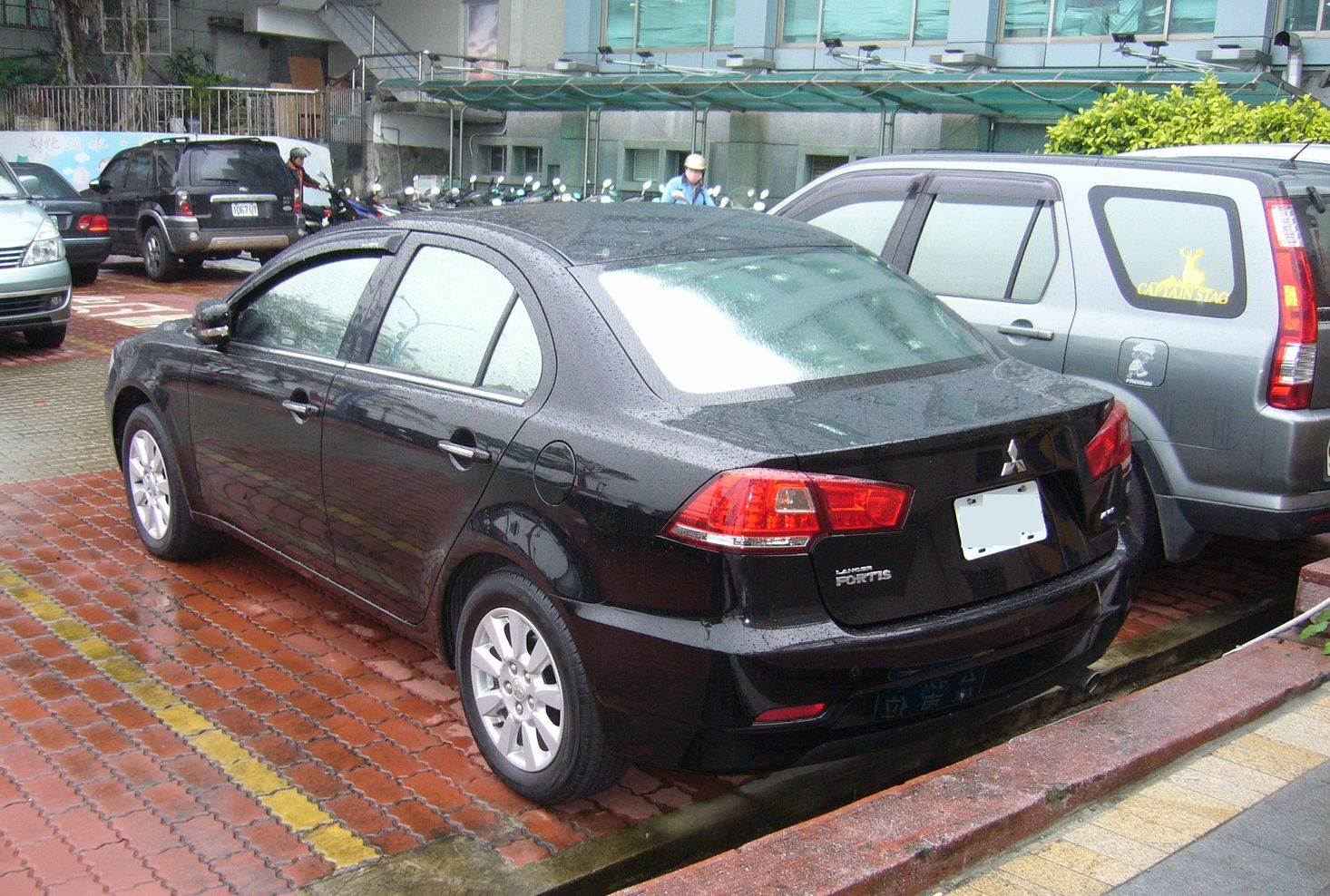
台湾/前期（ランサーフォルティス）　リヤ
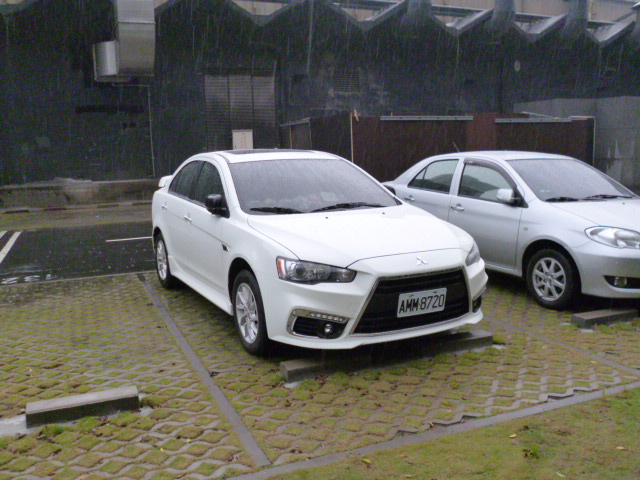
台湾/LANCER/IO　後期
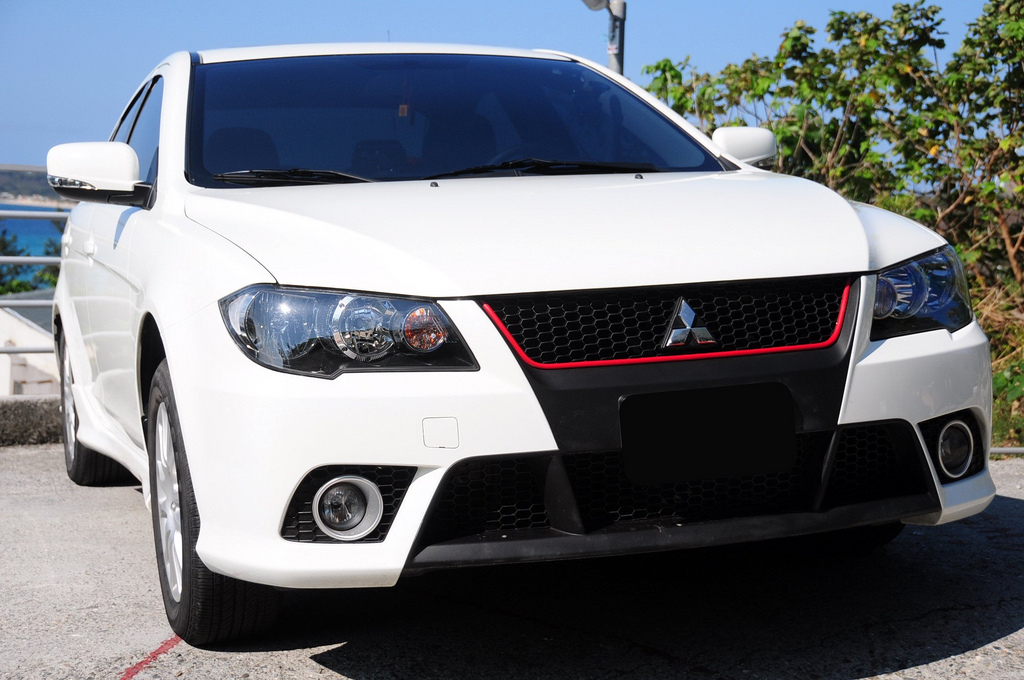
台湾・ランサーフォルティス　後期
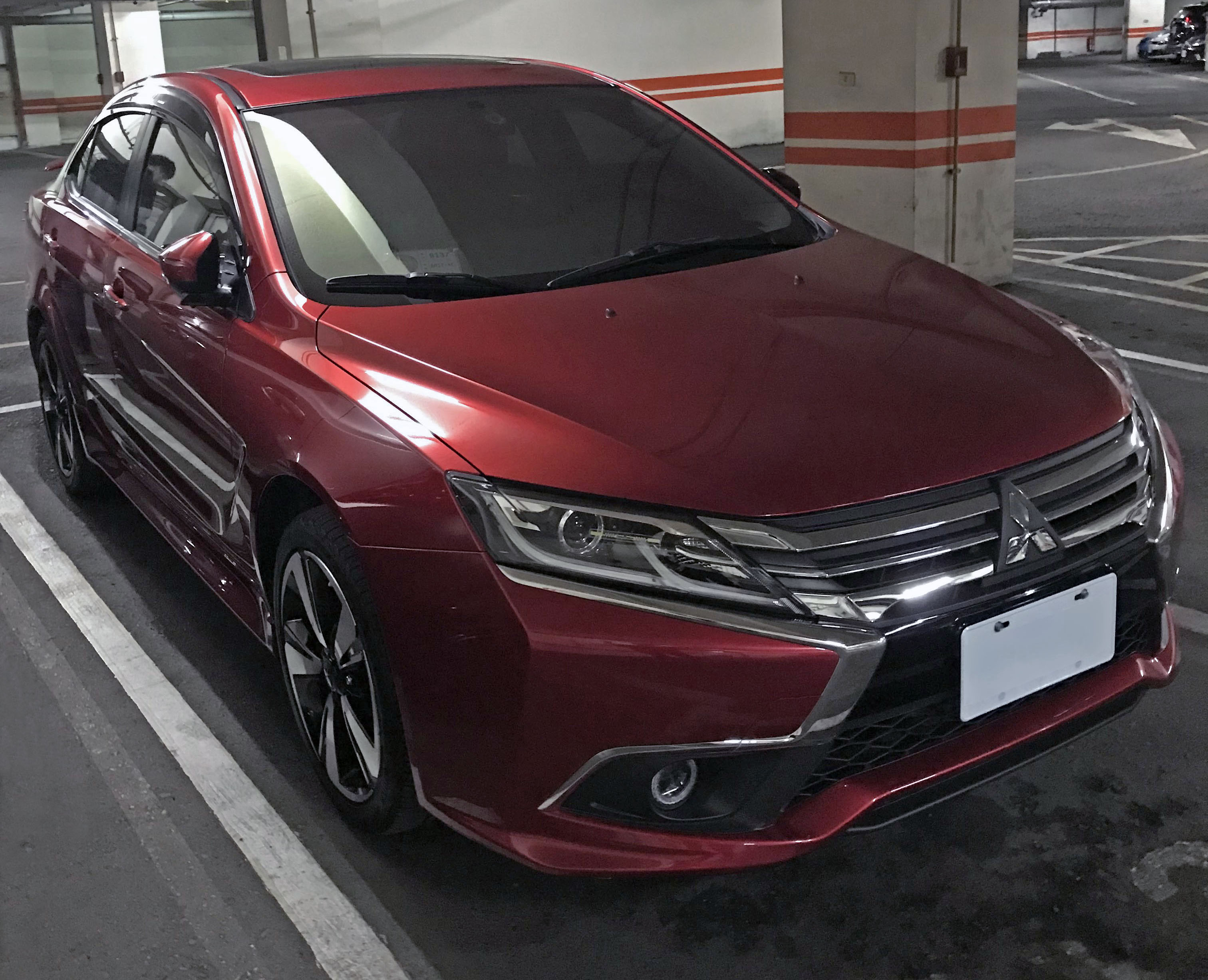
グランド・ランサー

## 名前の由来
- 「GALANT」は、フランス語で「勇ましい、華麗な」などを意味する[4]。
- 「FORTIS」は、ラテン語で「勇壮な」「勇敢な」などを意味する [5]。
- 「SPORTBACK」は、「スポーティー」と「ハッチバック」を組み合わせたもの[6]。